# 618

## Догађаји
- 18. јун — Ли Јуан је постао цар Гаозу од Танга, чиме је започео три века владавине династије Танг.

- Византијско-сасанијски рат: Персијске експедиционе снаге под Шахрбаразом нападају Египат и заузимају провинцију. Након што су поразили византијске гарнизоне у долини Нила, Персијанци су марширали преко Либијске пустиње све до града Кирене.
- Персијанци опседају Александрију; одбрану града води Никита (рођак цара Ираклија). Византијски отпор подрива блокада луке; уобичајене залихе жита су прекинуте од Египта до Цариграда.
- 6. октобар – Битка код Јаншија: Ванг Шичонг одлучно побеђује Ли Ми, током транзиције из Суи у Танг грађански рат.
- Тонг Иабгху Кагхан постаје нови владар (каган) западно-турског каганата, оснивајући Хазарски каганат. Он одржава блиске односе са династијом Танг.
- Сонгтан Гампо постаје први цар Тибетанског царства, након што је његов отац Намри Сонгтсен отрован. Током своје владавине проширио је моћ Тибета изван Ласе (Тибетанске висоравни) и долине Јарлунг.
- Иеонгниу постаје владар корејског краљевства Гогурео.
- 8. новембар – Папа Адеодат I умире у Риму након трогодишњег епископства, у коме је преокренуо политику својих претходника, Бонифација IV и Гргура I, који су давали предност монасима у односу на световно свештенство. Адеодат ће бити замењен тек следеће године.

## Смрти
- Папа Адеодат I